# Degomagem
Degomagem, em química, é um processo de refino de óleo cujo objetivo é a eliminação, remoção ou inativação de fosfatídeos, que são utilizados, noutros processos, à produção de biodiesel. Consiste na hidratação dos fosfatídeos hidratáveis, insolubilizando-os no óleo. Como resultado, há uma diminuição da umidade e impurezas, tornando o óleo menos túrbido e, em casos especiais, permite recuperar a lecitina, que é uma mistura de fosfatídeos, e particularmente a fosfatidilcolina.